# 馮文蔚
冯文蔚（1841年—1896年），字联棠，一字莲塘，号修庵，浙江湖州人。清朝政治人物。

## 生平
光绪二年（1876年）探花，授翰林院编修，历任顺天同考官，河南学政，江南主考官，詹事府少詹事。光绪八年（1882年）曾任河南学政，后任国子监祭酒。光绪二十二年，迁内阁学士，署左副都御史。工书法，宗米芾、董其昌。